# Women's Reserve Ambulance Corps
El Women's Reserve Ambulance Corps, en español Cuerpo de Ambulancias de Mujeres Reservistas, también conocido como Green Cross Corps, en español Cuerpo de la Cruz Verde, fue una organización de ayuda voluntaria creada en el Reino Unido en 1915, durante la Primera Guerra Mundial. Sus integrantes trabajaban orientando e informando en las estaciones, transporte hospitalario de pacientes y asistencia durante los bombardeos alemanes. El cuerpo envió personal a los Dardanelos durante la campaña de Galípoliy organizó el primer convoy de ambulancias del Ejército británico en el frente occidental. Compuesto exclusivamente por mujeres, en 1917 fue uno de los cuerpos fundadores del Women's Army Auxiliary Corps, conocido como Cuerpo Auxiliar del Ejército de la reina María, y continuó existiendo hasta septiembre de 1919.

## Historia
El Cuerpo de Ambulancias de Mujeres Reservistas se desarrolló a partir de la propuesta de la sufragista británica Evelina Haverfield quien, inicialmente, planteó crear un Cuerpo de Fusileros Voluntarios de Mujeres tras el estallido de la Primera Guerra Mundial en agosto de 1914. El Cuerpo de Ambulancias se creó en 1915 e inicialmente sólo estuvo activo en Londres. La unidad, apodada Cuerpo de la Cruz Verde, se financió mediante donaciones y suscripciones de miembros del público. Haverfield fue su fundadora y más tarde fue nombrada comandante en jefe. Entre sus componentes se encontraba Rotha Lintorn-Orman, quien llegó a fundar Fascistas Británicos, partido ya extinto.
Las mujeres de la ambulancia prestaron servicio en la Estación Victoria de Londres proporcionando indicaciones a las personas perdidas y asistencia a quienes necesitaban alojamiento durante la noche; esto incluía a un gran número de militares que partían al frente y a los que regresaban heridos o de permiso. En un momento dado, llegaron a prestar asistencia a 16.000 militares al mes.
La unidad fue la primera en llegar al lugar del gran ataque con zepelín sobre Londres, en septiembre de 1915 ayudando a tratar  heridos. Posteriormente auxiliaron a la policía en bombardeos atendiendo heridos y moribundos, recuperando cadáveres y despejando las calles. En 1916 enviaron el primer convoy de ambulancias compuesto exclusivamente por mujeres al Ejército británico en el Frente Occidental en Francia.

Posteriormente se estableció una rama del cuerpo en Bournemouth, conocida como "Batallón de Bournemouth". A partir de marzo de 1916, estuvo equipada con una ambulancia a motor Sunbeam; el batallón transportaba pacientes desde la estación a varios hospitales y también actuaba como ordenanzas, limpiadoras y trabajadoras de cantina.

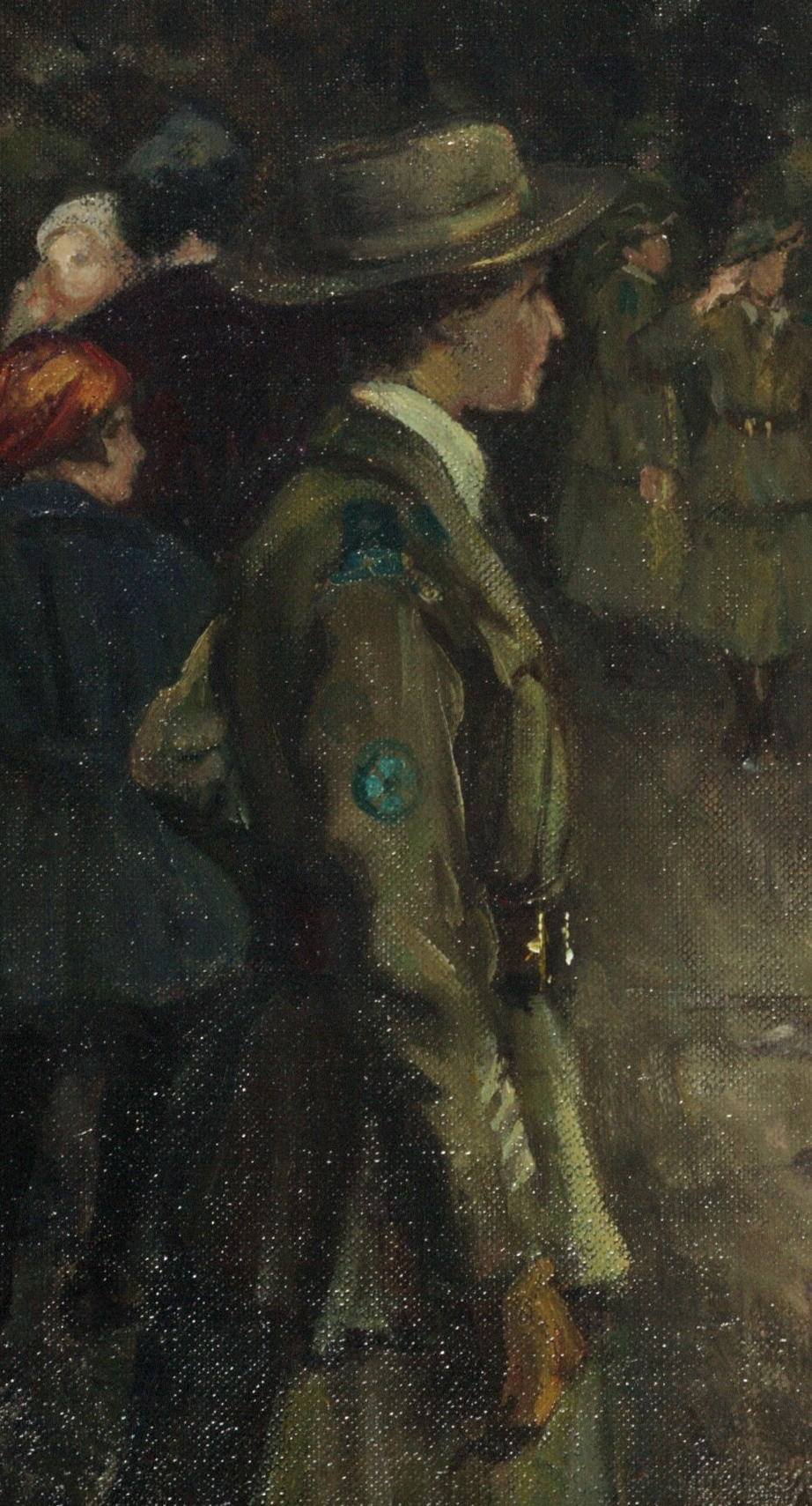
Detalle del uniforme de las Green Cross

## Informes de prensa
El cuerpo recibió informes contradictorios en la prensa. En 1916, el Illustrated War News afirmó que «de todas las sociedades y organizaciones que el conflicto actual ha creado, ninguna realiza una labor mejor o más útil que la Ambulancia de Reserva Femenina». Sin embargo, en otros lugares fue criticado por "invadir demasiado el territorio masculino" y sus componentes fueron acusadas de aprovechar la oportunidad que presentaba la guerra para "pasarlo en grande".

## Uniforme
Las reservistas del cuerpo vestían uniforme caqui. Llevaban una insignia de metal negro o bronce en el hombro, con el texto «Green Cross» (Cruz Verde)y llevaban en el brazo una insignia circular de tela, color caqui que representaba una Cruz de Malta verde dentro de un círculo verde.